# Ґлови (Великопольське воєводство)
Ґлови (пол. Głowy) — село в Польщі, у гміні Брудзев Турецького повіту Великопольського воєводства.
Населення — 56 осіб (2011).
У 1975-1998 роках село належало до Конінського воєводства.

## Демографія
Демографічна структура станом на 31 березня 2011 року:
|          | Загалом | Допрацездатний вік | Працездатний вік | Постпрацездатний вік |
| -------- | ------- | ------------------ | ---------------- | -------------------- |
| Чоловіки | 34      | 10                 | 18               | 6                    |
| Жінки    | 22      | 3                  | 15               | 4                    |
| Разом    | 56      | 13                 | 33               | 10                   |